# 2023年相模原市長選挙
2023年相模原市長選挙（2023ねんさがみはらしちょうせんきょ）は、2023年（令和5年）4月の第20回統一地方選挙で投開票が行われた選挙である。

## 選挙データ

### 告示日・執行日
- 告示日：2023年（令和5年）3月26日
- 執行日：2023年（令和5年）4月9日

### 同日選挙
- 神奈川県知事選挙
- 神奈川県議会議員選挙
- 相模原市議会議員選挙

## 立候補者
※5名、立候補届け出順。
| 氏名                               | 年齢 | 党派                   | 現元新 | 職業・肩書                      |
| ---------------------------------- | ---- | ---------------------- | ------ | ------------------------------- |
| 武嶋俊子 （たけしま としこ）       | 50   | 相模原の未来をつくる会 | 新     | 看護師                          |
| 野元弘幸 （のもと ひろゆき）       | 61   | 無所属                 | 新     | 東京都立大学教授                |
| 建部由美子 （たけべ ゆみこ）       | 75   | 無所属                 | 新     | 市民団体役員                    |
| 本村賢太郎 （もとむら けんたろう） | 52   | 無所属                 | 現     | 相模原市長（現職） 元衆議院議員 |
| 沼倉孝太 （ぬまくら こうた）       | 75   | 無所属                 | 新     | 元市議会議員                    |

## タイムライン
2022年
- 7月19日 - 野元が立候補を表明[1]。

2023年
- 1月6日 - 本村が立候補を表明[2]。
- 1月16日 - 沼倉が立候補の意向[3]。
- 2月22日 - 武嶋が立候補を表明[4]。
- 3月9日 - 建部が立候補を表明[5]。

## 選挙結果
投開票の結果、現職の本村が再選を果たした。
2023年相模原市長選挙投票先
※当日有権者数：599,294人 最終投票率：45.55%（前回比：3.36pts）
| 候補者名   | 年齢 | 所属党派               | 新旧別 | 得票数    | 得票率 | 推薦・支持     |
| ---------- | ---- | ---------------------- | ------ | --------- | ------ | -------------- |
| 本村賢太郎 | 52   | 無所属                 | 現     | 196,213票 | 74.37% |                |
| 建部由美子 | 75   | 無所属                 | 新     | 18,731票  | 7.10%  | 日本共産党推薦 |
| 沼倉孝太   | 75   | 無所属                 | 新     | 17,844票  | 6.76%  |                |
| 野元弘幸   | 61   | 無所属                 | 新     | 17,557票  | 6.65%  |                |
| 武嶋俊子   | 50   | 相模原の未来をつくる会 | 新     | 13,505票  | 5.12%  |                |

| 区     | 本村賢太郎 | 本村賢太郎 | 建部由美子 | 建部由美子 | 沼倉孝太 | 沼倉孝太 | 野元弘幸 | 野元弘幸 | 武嶋俊子 | 武嶋俊子 |
| 区     | 得票       | %          | 得票       | %          | 得票     | %        | 得票     | %        | 得票     | %        |
| ------ | ---------- | ---------- | ---------- | ---------- | -------- | -------- | -------- | -------- | -------- | -------- |
| 合計   | 196,213    | 74.37%     | 18,731     | 7.10%      | 17,844   | 6.76%    | 17,557   | 6.65%    | 13,505   | 5.12%    |
| 緑区   | 47,160     | 75.04%     | 3,841      | 6.11%      | 3,756    | 5.98%    | 4,972    | 7.91%    | 3,115    | 4.96%    |
| 中央区 | 72,019     | 73.97%     | 6,672      | 6.85%      | 8,553    | 8.78%    | 5,569    | 5.72%    | 4,549    | 4.67%    |
| 南区   | 77,034     | 74.33%     | 8,218      | 7.93%      | 5,535    | 5.34%    | 7,016    | 6.77%    | 5,841    | 5.64%    |

### 立候補者の第一声動画
※立候補届け出順
- 【第一声ノーカット】相模原市長選挙 武嶋俊子候補(テレビ神奈川) - YouTube、2023年3月27日
- 【第一声ノーカット】相模原市長選挙 野元弘幸候補(テレビ神奈川) - YouTube、2023年3月27日
- 【第一声ノーカット】相模原市長選挙 建部由美子候補(テレビ神奈川) - YouTube、2023年3月27日
- 【第一声ノーカット】相模原市長選挙 本村賢太郎候補(テレビ神奈川) - YouTube、2023年3月27日
- 【第一声ノーカット】相模原市長選挙 沼倉孝太候補(テレビ神奈川) - YouTube、2023年3月27日

### 立候補者の紹介記事
※立候補届け出順
- 武嶋俊子氏(相模原の未来をつくる会・新)子育て施策充実で活性化(産経ニュース) - 2023年3月29日
- 野元弘幸氏(無所属・新)組織に頼らず市民目線で(産経ニュース) - 2023年3月29日
- 建部由美子氏(無所属・新)予算配分バランス見直し(産経ニュース) - 2023年3月29日
- 本村賢太郎氏(無所属・現)母の教えが政治家の原点(産経ニュース) - 2023年3月29日
- 沼倉孝太氏(無所属・新)成長へ街づくり方向転換(産経ニュース) - 2023年3月29日

### 立候補者アンケート
- 相模原市長選 候補者アンケート(NHK公式ホームページ)
- 相模原市長選 2023 立候補者アンケート(タウンニュース政治の村)
- 相模原市長選 候補者アンケート(東京新聞) - 2023年3月29日

### その他
- 第20回統一地方選挙（令和5年4月9日執行）｜相模原市
- 令和5年4月9日執行 相模原市長選挙 候補者名簿(相模原市公式ホームページ)<PDF形式。立候補者のウェブサイト等アドレスが掲載>
- 相模原市長選挙告示 立候補5人が政策訴え(NHK公式ホームページ) - 2023年3月27日
- 相模原市長選挙 現職と新人が立候補表明 5人の主張は(NHK公式ホームページ) - 2023年3月9日
- 「さがみはらの未来を考える」公開討論会 相模原市長選(公益社団法人 相模原青年会議所主催、2023年3月15日開催) - YouTube